# Chuyết Am Đức Quang
Chuyết Am Đức Quang (zh: 拙庵德光, ja: Settan Tokkō, 1121-1203), còn có hiệu là Phật Chiếu, là Thiền sư Trung Quốc đời Tống, thuộc dòng Đại Huệ, phái Dương Kỳ, Tông Lâm Tế. Sư là đệ tử nối pháp của Thiền sư Đại Huệ Tông Cảo nổi tiếng, dưới sư có nhiều đệ tử đắc pháp như Triết Ông Như Diễm, Vô Tế Liễu Phái, Bắc Nhàn Cư Giản...
Dòng pháp của sư được truyền qua Nhật Bản thông qua Thiền sư Đại Nhật Năng Nhẫn - Tổ sáng lập Đạt Ma Tông. Năng Nhẫn vốn là một vị sư tu trên núi Tỉ Duệ, nhân đọc ngữ lục Thiền Tông mà đại ngộ. Vì không có thầy ấn chứng nên Năng Nhẫn bị một số vị sư khác trong giới Thiền phê phán. Năng Nhẫn bèn viết kinh nghiệm giác ngộ của mình vào trong thư và đưa đệ tử sang Trung Quốc trình sư. Sư đọc thấy phù hợp liền ấn khả cho Năng Nhẫn nối pháp. 

## Cơ duyên ngộ đạo
Sư họ Bành (彭), quê ở Tân Dụ, Lâm Giang, tỉnh Giang Tây.  Năm 1136 (15 tuổi), sư theo Thiền sư Cát ở Đông Sơn Quang Hóa Tự xuất gia rồi học Thiền.
Một hôm, sư vào thất tham vấn, Thiền sư Cát hỏi: "Chẳng phải tâm, chẳng phải vật, chẳng phải Phật. Là cái gì?". Sư nghe xong mù mịt không đáp được, suốt đêm không ngủ và tự khởi nghi tình. Hôm sau sư đến phương trượng thưa hỏi: "Hôm qua đội ơn hòa thượng ban cho câu hỏi “Đã chẳng phải tâm, lại chẳng Phật, cũng chẳng phải vật, rốt cuộc là cái gì?". Mong hòa thượng từ bi khai thị!". Thiền sư Cát nghiêm mặt hét lên một tiếng rồi nói: " Sa Di này! Còn muốn ta chú thích cho ngươi sao?" và cầm gậy đánh đuổi sư ra ngoài, sư ngay đó liền đại ngộ.
Sau đó, sư đến tham vấn với nhiều vị Thiền sư nổi tiếng đương thời như Quả Nguyệt Am, Ứng Am Đàm Hoa, Bách Trượng Chân Khả nhưng cơ duyên không hợp.
Cuối cùng, sư đến tham học với Thiền sư Đại Huệ Tông Cảo - lúc ấy Thiền sư Đại Huệ vừa mới đến trụ trì tại chùa A Dục Vương. Hôm đó, các tăng ni, cư sĩ đến tham học với Thiền sư Đại Huệ rất đông, sư cũng vào trong thất tham vấn. Thiền sư Đại Huệ hỏi sư: "Kêu là thanh tre (trúc bề) thì chạm, không kêu thanh tre (trúc bề) là trái, chẳng được hạ ngữ chẳng được không lời". Sư đang suy nghĩ thì bị Thiền sư Đại Huệ đánh, sư ngay đó hoát nhiên triệt ngộ và được Thiền sư Đại Huệ ấn khả.

## Hoằng pháp
Đầu tiên, sư đến trụ trì tại chùa Quang Hiếu ở Thiều Châu và thuyết pháp, truyền bá Thiền tại nơi đây. Có vị tăng đến tham vấn hỏi: "Thênh thang trong trần (trần thế) làm sao biện chủ (giáo lý chủ khách của Tông Lâm Tế)?", sư đáp: "Khăn quấn trên đầu chót tháp nhọn".
Năm thứ 7 (1180) niên hiệu Thuần Hy, sư đến trụ trì tại Linh Ẩn Thiền Tự ở Hàng Châu, kế đến sư trụ trì tại Kính Sơn. Vua Tống Hiếu Tông nhà Nam Tống từng thỉnh sư vào cung thuyết pháp, hỏi đạo và quy y với sư.  Vua ban cho sư hiệu là Phật Chiếu Thiền Sư (zh: 佛照禪師). Những lời hỏi đáp giữa vua và sư về đạo được ghi lại đầy đủ trong Ngữ Lục.
Vào năm thứ 3 (1203) niên hiệu Gia Thái, sư an nhiên tọa Thiền thị tịch, hưởng thọ 83 tuổi. Vua ban hiệu là  Phổ Tuệ Tông Giác Đại Thiền Sư (zh: 普慧宗覺大禪師). Môn đệ xây tháp thờ nhục thân sư tại Đông Am, Tư Phong. Hàng trạng và pháp ngữ của sư được ghi lại trong Phật Chiếu Thiền Sư Tấu Đối Lục (zh: 佛照禪師奏對錄, 1 quyển), Phật Chiếu Quang Hòa Thượng Ngữ Yếu (zh: 佛照光和尚語要, 1 quyển).